# Ragtime (zene)

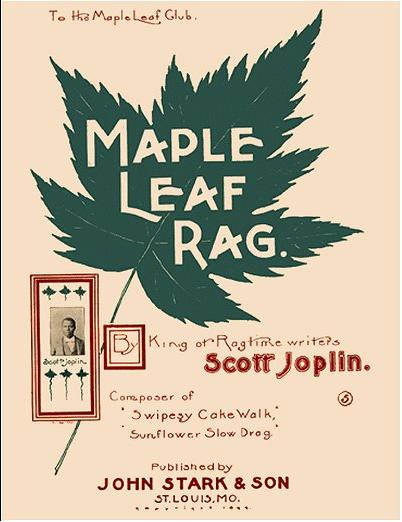
Scott Joplin Maple Leaf Rag kottája

A ragtime (angol.: szaggatott ütem) Amerikából indult zenei stílus, mely népszerűsége csúcsát az 1895 és az 1918 közötti időszakban érte el. A ragtime-zene egyik legfőbb jellegzetessége a szinkópás ritmus. Egyik legismertebb alakja Scott Joplin volt, akit korában The King of The Ragtime-nak, azaz „A ragtime királyának” is neveztek.

## Története

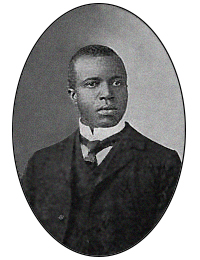
Scott Joplin 1907-ben

A ragtime eredete az USA afroamerikai közösségeinek népzenéjéhez kapcsolható, közvetlen elődje a cake walk, azaz a kalácstánc, valamint a néger jigg táncok szinkópált ritmusú hangszerkíséretes zenéje volt. 
A kocsmákban, honky-tonk-ban, szalonokban, sporting house-okban vándorzenészek által terjedő stílust színes és fehér zenészek közösen fejlesztették ki.
A stílus egyik úttörője Ernest Hogan (1865–1909) volt, az első szerző, aki zongoradarabjait, „rag”jeit kottában is kiadatta, elsőként 1895-ben, a kottafüzetben is megjelent La Pas Ma La című ragje  hatalmas siker volt, az "All Coons Look Alike to Me" címűt pedig már egymillió példányban vették. A műfaj másik népszerűsítője, Ben Harney 1896-ban adta ki saját ragtime-ját, a You've Been a Good Old Wagon But You Done Broke Down c. rag-et. Az igazi áttörést az 1897-es év hozta, ekkor már több népszerű ragtime-kotta jelent meg, Scott Joplin az 1899-ben kiadott Maple Leaf Rag-gel robbant be, majd számos sikersorozata volt, köztük az 1902-ben született The Entertainer. Scott Joplint ebben az időszakban a „Ragtime Királyának” is nevezték, viszont később, a ragtime-korszak elmúlásával neve feledésbe merült egészen a ragtime újraéledéséig. További híres ragtime-zenészek között érdemes megemlíteni James Scott, Joseph Lamb, George Botsford, Eubie Blake, Euday L. Bowman és Winifred Atwell nevét.
A ragtime a klasszikus zenéhez hasonlóan a kiadott kották segítségével terjedt, népszerűsége csúcsát pedig még a gramofon megjelenése előtt érte el, bár gyors elterjedésében szerepe volt a már megszületett gépzongoráknak, ill. az ezekre nagyszámban gyártott gépzongoratekercseknek is. A 20. század elejére egész Észak-Amerikában rendkívül népszerű lett az új stílus.
A ragtime-ot a blues zenével együtt általában a dzsessz előfutárának szokták tartani, ugyanakkor a  ragtime sikereit elhomályosította az 1918 körülre megszületett dzsessz, bár a stílus több  újraéledése során - először az 1940-es években - építettek be dzsessz-zenészek repertoárjukba ragtime-okat is.
Jelenleg hangzását tekintve a szalonok, némafilmek (pl.:Charlie Chaplin filmek), illetve a főleg gyermekek által ismert Tom és Jerry, illetve egyéb, régebbi rajzfilmekből lehetnek ismertek. A Csillagok háborújában a híres Cantina Band zeneszám is ragtime stílusban íródott. A ragtime újraéledésével új magyar ragtime együttesek is születtek, pl.: Budapest Ragtime Band, Bohém Ragtime Jazz Band.

## Zenei forma

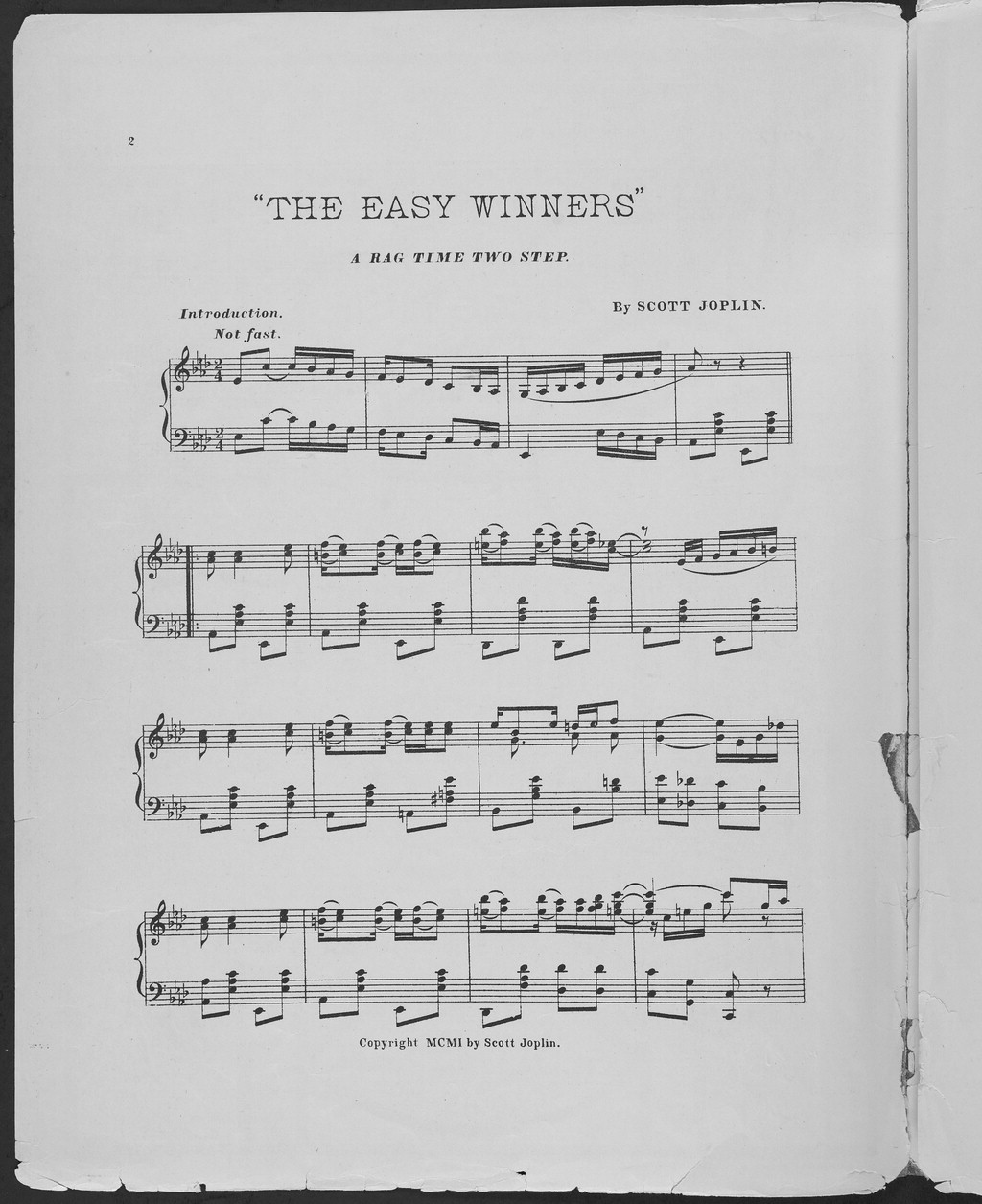
Scott Joplin "The Easy Winners" c. ragtime-ának első oldala

A ragtime-zene eredetileg zongorára komponált darab volt. A népszerű páros ütemmutatójú (2/4 vagy 4/4-es) indulók és az afroamerikai zene poliritmikus hatásai szólalnak meg a ragtime-okban. Ugyanakkor a ragtime a nyugati zene hangszertechnikai, összhangzattani rendjének egyszerűbb adaptációja is, a zongorán elsődlegesen bal kézzel játszott, hangsúlyozott basszus és az akkordok felett a jobb kézzel megszólaltatott csúsztatott, szinkópás dallamával. Három vagy négy fő részből áll, melyek mindegyike általában 16 ütemes, mindegyik szinkópás témával, a páros ütemű ragtime első és harmadik ütése hangsúlyos.
A tipikusan 16 ütemes témákat – mindegyike 4-4 ütemes periódusokra osztva – ismétlődő szakaszokba fűzték, melyek jellegzetes struktúrája AABBACCC, AABBACCDD vagy AABBCCA volt. Az első két szakasz a tonika hangnemében, a továbbiak gyakran a szubdomináns hangnemben szólalnak meg. Sok rag-et megelőz egy bevezető rész, illetve a témák közötti is átvezető szakaszokat tartalmazhatott, a bevezetők általában 4 – 24 ütemesek.

## Hatása a komolyzenére
Az Európába is eljutott ragtime valószínűleg az 1900. évi párizsi világkiállítás során lett igen népszerű, a francia zeneszerzőkre is hatással volt a ragtime-zene. Számos komolyzenei műben jelenik meg az amerikai új stílus. Többek között Claude Debussy az 1908-ban megszületett zongoraszvitjében, a Gyermekkuckó VI. tételében a ragtime előzményét, egy cakewalk-ot szólaltat meg, Erik Satie 1917-ben komponált balettjében, a Parade-ban hallható ragtime-zene, a Ragtime Parade. Stravinsky 1911-ben komponált műve, a Ragtime 11 hangszerre c. kamarazenekarra írt darabja is ragtime, itt a hangszerek között cimbalom is van, a Rácz Aladárt megismerő Stravinsky számára írta.  

## Ragtime az Osztrák-Magyar Monarchiában
A ragtime magyarországi megjelenésében az 1896-os millenniumi kiállítás volt a mérföldkő. Számos szórakozóhely világszínvonalú produkciókat szerződtetett, legtöbben az Orpheumban (későbbi nevén az Első Fővárosi Orpheum) léptek fel, az amerikai zenei produkciók másik ismert színhelye az Ős-Budavára mulató volt. A többség varietészámokat adott elő, kísérőzenéjüket a helyi zenekarok kottából, lapról olvasva játszották, ebből ismerték meg a ragtime-ot.
Az itthon játszott ragtime-ok leginkább az amerikai kottakiadás darabjai voltak. Szinte csak ezekből ismerhették a magyarországi előadóik, mivel az amerikai ragtime-okat játszó gépzongorák és gépzongoratekercsek nem jutottak el Magyarországra, valamint – a Rózsavölgyi cég levéltári anyaga szerint – a gramofonlemez-behozatal is gyakorlatilag nulla volt e téren az USA forgalmazóinak lehetetlenül magas darabszámelvárásai miatt.  Ugyanakkor a ragtime bizonyos fajtái, ill. közvetlen zenei előzményei már a kezdeti időben ismertek voltak a monarchiában is, mint a korai cake walk, azaz kalácstánc darabok, az ún. indián dalok, a novelty, azaz sláger ragtime és mindenekelőtt a popular, azaz népszerű ragtime. Ez utóbbiból a legismertebb Irving Berlin Alexander's Ragtime Band c. rag-je.
Az 1900-as évek elejétől cake walkot, majd később ragtime-okat játszó ismertebb magyar zongoristák Hetényi-Heidlberg Albert, Székely Aladár, majd később Rozsnyai Sándor voltak, de szalonzenekarok is előadtak ragtime-okat, köztük a Geiger fivérek Geigerbuben zenekara.  Az 1910-es évekre a ragtime magyarországi gramofonfelvételei is megszülettek. Ifj. Berkes Béla 1912-ben készítette el a Medvetánc, azaz Irving Berlin 1911-es sikerszámának, eredeti címén az Alexander's Ragtime Band tölcséres gramofonlemez-felvételét a budapesti Beka gyárnál. Szintén az ő nevéhez fűződik a Hitchy Koo, magyarra Kicsi tyúknak fordított ragtime 1912-es felvétele, melyet az angol és az amerikai piac részére készítettek.

## Média
- Ernest Hogan: La Pas Ma La c. ragtime a YouTube-on
- Scott Joplin: Maple Leaf Rag - Scott Joplin előadásában a YouTube-on
- Joseph Lamb: Champagne Rag a YouTube-on
- Debussy Gyermekkuckó VI. tétele, "Golliwogg cakewalkja" Ránki Dezső előadásában a YouTube-on
- Erik Satie - Ragtime Parade a YouTube-on
- Stravinsky: Ragtime 11 hangszerre című darabja a YouTube-on

## További irodalom
- Rudi Blesh, Harriet Janis: They All Played Ragtime. The True Story of an American Music. 1950. 4. Auflage: Oak Publ., New York 1971, ISBN 0-8256-0091-X.
- David Jansen, Trebor Tichenor: Rags and Ragtime, a Musical History. New York, 1978
- Jürgen Hunkemöller: Ragtime. In: Handwörterbuch der musikalischen Terminologie. Bd. 5, hrsg. von Hans Heinrich Eggebrecht und Albrecht Riethmüller, Schriftleitung Markus Bandur, Steiner, Stuttgar, 1984 (Digitalisat)
- John Edward Hasse (Hrsg.): Ragtime: Its History, Composers and Music. Schirmer, New York, 1985
- Jürgen Hunkemöller: Was ist Ragtime? In: Archiv für Musikwissenschaft. Band 42, Heft 2, 1985, S. 69–86.
- Ingeborg Harer: Ragtime. Versuch einer Typologie. Schneider, Tutzing, 1989, ISBN 978-3-7952-0593-5
- H. Loring White: Ragging It: Getting Ragtime Into History (and Some History Into Ragtime). Lincoln NE, 2005
- Gildo De Stefano: Ragtime, jazz & dintorni. Preface by Amiri Baraka. Sugarco, Mailand, 2007, ISBN 978-88-7198-532-9
- Simon Géza Gábor: Magyar ragtime kották bibliográfiája, hangfelvételek diszkográfiája, 1896–2009. Ragtime az Osztrák-Magyar Monarchiában és Magyarországon. Korabeli kották és hangfelvételek egykori és mai hanghordozókon; Jazz Oktatási és Kutatási Alapítvány, Budapest, 2009

## Külső hivatkozások
- Origins of Rag
- Rag time Blog
- Ross MacLachlan, egy mai kanadai ragtime-zongorista